# Castello di Arena Po
Il Castello di Arena Po è una fortificazione nel comune italiano di Arena Po, in provincia di Pavia. L'edificio è posto al margine settentrionale del centro abitato, a 61 m s.l.m., vicino dall'antico corso del Po che nei tempi passati lambiva il paese.

## Storia
Arena Po era dotata di grandi fortificazioni e controllava un punto del Po di grande importanza per i commerci fluviali. La prima citazione scritta dell'esistenza del castello risale al 1145, all'inizio delle lotte tra l'impero e i liberi comuni:  Nell'anno 1145 essendo consoli Fulco Avogadro e Obizzo Filiodoro, gli huomini d'Arena arresero il lor castello à piacentini, et giurarono loro fedeltà. Nel 1164 l'imperatore Federico I assegnò il castello, insieme al borgo, al comune di Pavia.
La località fu assediata nel 1216 dai milanesi e dai piacentini e, nel 1356, dalle forze viscontee, in entrambi i casi Arena Po non fu conquistata.
Nel 1263 fu occupata da Ottone Visconti, vescovo di Milano. Nel 1290 poi il dominio passò a Manfredino Beccaria (una famiglia aristocratica di parte ghibellina di Pavia), nel 1304, il castello risulta sottomesso ad Alberto Scoto, signore di Piacenza. In seguito, con il consolidarsi della signoria di Milano Arena Po entra nella sfera del dominio dei Visconti.
La carta topografica relativa al corso del Po, redatta da Bolzoni nel 1587, porta questa intestazione: Nova, vera et integra descriptio totius fluminis Padi incipiendo a Castro Arenae usque ad Castrum Novum Boccae Abduae et cum toto territorio placentino et eius confinibus ultra Padum
La distruzione di un'ampia parte di castello, di cui vediamo solo le fondamenta, avvenne nel 1656 ad opera del governatore di Milano, il cardinale Trivulzio, che temeva potesse cadere nelle mani dei nemici.
Dopo molti anni di abbandono, nel 1999 divenne proprietà della famiglia Roveda che ne curò il restauro.

## Struttura
Il castello era dotato di un fossato in diretta comunicazione con il Po, che permetteva alle imbarcazioni di accedere al suo interno, come accadde durante l'assedio del 1216 quando le navi pavesi vennero in soccorso di Arena assediata dai piacentini
La fortificazione, che ha subito molte distruzioni, consiste oggi in un grosso corpo di fabbrica in laterizio con una massiccia struttura muraria, le mura hanno uno spessore variabile tra m 1,20 e m 1.30, Sostanzialmente è l'ala est, parte residuale della struttura originaria, una torre mozza spunta da un angolo.